# 岡山県道244号当新田中仙道線
岡山県道244号当新田中仙道線（おかやまけんどう244ごう とうしんでんなかせんどうせん）は、岡山県岡山市南区から岡山市北区に至る一般県道である。

## 概要
岡山市南区当新田と岡山市北区中仙道1丁目を国道180号岡山西バイパスと並行して結ぶ。

### 路線データ
- 起点：岡山県岡山市南区当新田（米倉（よねぐら）南交差点、岡山県道21号岡山児島線交点）
- 終点：岡山県岡山市北区中仙道1丁目（岡山県道162号岡山倉敷線交点）
- 総延長：3.39 km

## 歴史
- 1960年（昭和35年）3月18日 - 岡山県告示第335号により認定される。
- 1972年（昭和47年） - 岡山県の県道番号再編（固定番号制導入）により現行の路線名称に変更される。

## 路線状況
岡山市郊外の住宅地の中で右左折を繰り返す割に案内が十分ではない路線。国道180号岡山西バイパスだけでなく本路線の東側には岡山県道21号岡山児島線と岡山県道162号岡山倉敷線を結ぶ多車線の市道も並行して通っており、その存在意義も薄れている。
県道を示す看板が県道内には一切無く、終点の岡山県道162号岡山倉敷線との交差点にある行き先表示看板内地図のみなので、地理を下調べしておかないと迷う可能性がある。この県道を使わずに国道180号岡山西バイパスを走り、笹ヶ瀬川の橋に入る直前（陸橋が始まる付近）を左に入り側道を走り、突き当たりを左に行き、笹ヶ瀬川沿いに行った方が笹ヶ瀬川沿いに入るまでの道が広く、走りやすい。

## 地理

### 通過する自治体
- 岡山市（南区 - 北区）

### 交差する道路
| 交差する道路            | 市町村名 | 市町村名 | 交差する場所 | 交差する場所                    |
| ----------------------- | -------- | -------- | ------------ | ------------------------------- |
| 岡山県道21号岡山児島線  | 岡山市   | 南区     | 当新田       | 米倉（よねぐら）南交差点 / 起点 |
| 国道2号 / 岡山バイパス  | 岡山市   | 南区     | 当新田       | [ 注釈 1 ]                      |
| 岡山県道162号岡山倉敷線 | 岡山市   | 北区     | 中仙道1丁目  | 終点                            |

### 沿線
- 笹ヶ瀬川
- 岡山県総合社会福祉センター
- 岡山県立岡山西支援学校
- 独立行政法人高齢・障害・求職者雇用支援機構岡山支部岡山職業能力開発促進センター（愛称：ポリテクセンター岡山）
- 岡山県卸センター
- 中仙道郵便局
- 岡山市立西小学校
- JR西日本山陽本線 北長瀬駅